# Tucetona prashadi
Tucetona prashadi is een tweekleppigensoort uit de familie van de Glycymerididae. De wetenschappelijke naam van de soort is voor het eerst geldig gepubliceerd in 1951 door Nicol.